# Africa Eco Race 2022

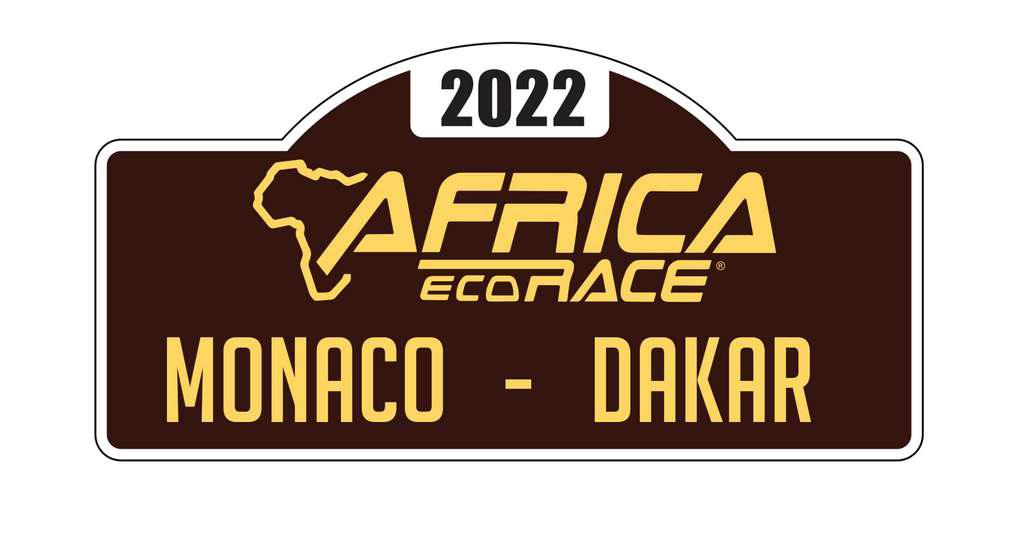

Das Africa Eco Race 2022 ist die 14. Ausgabe des Africa Eco Race (AER). Der Start war am 15. Oktober 2022 in Monaco und die Rallye endete am 30. Oktober 2022 in der Nähe von Dakar am Lac Rose im Senegal.

## Termin
Ursprünglicher Termin des Africa Eco Race 2022 war der 4. Januar bis 16. Januar 2022. Aufgrund der Restriktionen im Rahmen der COVID-19-Pandemie wurde der Termin zuerst auf den 13. März bis 27. März 2022 und später auf den 15. Oktober bis 30. Oktober 2022 verschoben.

## Öffentliche Engagements
Zur 14. Ausgabe des AER spendeten verschiedene italienische Fahrer und die Organisation des AER einen sogenannten Tesorobus. Der zuvor in Italien umgebaute und neu instandgesetzte Bus wird im Senegal als Transportmittel sowie als Wanderschule für die Kinder eines Waisenhauses und des senegalesischen Dorfes Kabrousse dienen.

## Teilnehmer
An der Rallye nahmen insgesamt 69 Wettbewerbsfahrzeuge – 5 Autos, 52 Motorräder, 3 LKW sowie 9 Side-by-Sides teil.

## Route
Nach den administrativen und technischen Abnahmen am 14. und 15. Oktober 2022 im französischen Menton, startete das AER 2022 im Port Hercule in Monaco und führte von dort nach Sète, um die Teilnehmer am 16. Oktober 2022 vom dortigen Hafen per Fähre ins marokkanische Nador zu bringen. Am 18. Oktober 2022 wurde die Rallye auf knapp 6000 Kilometer, davon 4316 Wertungskilometer, auf dem afrikanischen Kontinent über 12 Etappen in Marokko und der Westsahara, Mauretanien sowie der letzten Etappe im Senegal fortgesetzt.

## Etappen
| Etappe           | Datum            | Start               | Ziel                | Etappenlänge | Etappenlänge | Etappenlänge | Sieger                                           | Sieger                                           | Sieger                                           | Sieger                                           |  |
| Etappe           | Datum            | Start               | Ziel                | Wertung      | Liaison      | Gesamt       | Motorrad                                         | Auto                                             | LKW                                              | Side by Side                                     |  |
| ---------------- | ---------------- | ------------------- | ------------------- | ------------ | ------------ | ------------ | ------------------------------------------------ | ------------------------------------------------ | ------------------------------------------------ | ------------------------------------------------ |  |
| 1                | 18. Oktober      | Nador               | Bousaid             | 94           | 511          | 605          | Maurizio Gerini                                  | David Gerard Pascal Delacour                     | Tomáš Tomeček                                    | Rudy Vollebregt Gert Traa                        |  |
| 2                | 19. Oktober      | Bousaid             | Tagounite           | 448          | 18           | 466          | Alessandro Botturi                               | David Gerard Pascal Delacour                     | Tomáš Tomeček                                    | Loïc Frebourg Franck Boulay                      |  |
| 3                | 20. Oktober      | Tagounite           | Assa                | 466          | 60           | 526          | Maurizio Gerini                                  | Philippe Gosselin Christophe Crespo              | Tomáš Tomeček                                    | Rudy Vollebregt Gert Traa                        |  |
| 4                | 21. Oktober      | Assa                | Remz el Quebir      | 455          | 0            | 455          | Štefan Svitko                                    | Philippe Gosselin Christophe Crespo              | Tomáš Tomeček                                    | Robin Bruno Philippe Champigné                   |  |
| 5                | 22. Oktober      | Remz el Quebir      | Ad-Dakhla           | 451          | 241          | 692          | Xavier Flick                                     | David Gerard Pascal Delacour                     | Tomáš Tomeček                                    | Jean Dagher-Hayeck Patrick Antoniolli            |  |
|                  |                  |                     |                     |              |              |              |                                                  |                                                  |                                                  |                                                  |  |
| Zwischenergebnis | Zwischenergebnis | 23. Oktober Ruhetag | 23. Oktober Ruhetag | 1.914        | 830          | 2.744        |                                                  |                                                  |                                                  |                                                  |  |
|                  |                  |                     |                     |              |              |              |                                                  |                                                  |                                                  |                                                  |  |
| 6                | 24. Oktober      | Ad-Dakhla           | Chami               | 430          | 205          | 635          | Annulliert aufgrund schlechter Wetterbedingungen | Annulliert aufgrund schlechter Wetterbedingungen | Annulliert aufgrund schlechter Wetterbedingungen | Annulliert aufgrund schlechter Wetterbedingungen |  |
| 7                | 25. Oktober      | Chami               | Akjoujt             | 470          | 45           | 515          | Štefan Svitko                                    | Philippe Gosselin Christophe Crespo              | Tomáš Tomeček                                    | Laurens Meijer Robbert Visser                    |  |
| 8                | 26. Oktober      | Akjoujt             | Akjoujt             | 424          | 24           | 448          | Maurizio Gerini                                  | Philippe Gosselin Christophe Crespo              | Tomáš Tomeček                                    | Jean Dagher-Hayeck Patrick Antoniolli            |  |
| 9                | 27. Oktober      | Akjoujt             | Ouad Naga           | 412          | 24           | 436          | Xavier Flick                                     | Philippe Gosselin Christophe Crespo              | Tomáš Tomeček                                    | Rudy Vollebregt Gert Traa                        |  |
| 10               | 28. Oktober      | Ouad Naga           | Ouad Naga           | 456          | 22           | 478          | Štefan Svitko                                    | David Gerard Pascal Delacour                     | Tomáš Tomeček                                    | Eric Schiano Camille Pourchier                   |  |
| 11               | 29. Oktober      | Ouad Naga           | Mpal                | 188          | 268          | 456          | Štefan Svitko                                    | David Gerard Pascal Delacour                     | Tomáš Tomeček                                    | Eric Schiano Camille Pourchier                   |  |
| 12               | 30. Oktober      | Mpal                | Dakar               | 22           | 249          | 271          | Štefan Svitko                                    | Philippe Gosselin Christophe Crespo              | Tomáš Tomeček                                    | Jean Dagher-Hayeck Patrick Antoniolli            |  |
|                  |                  |                     |                     |              |              |              |                                                  |                                                  |                                                  |                                                  |  |
| Ziel             | 30. Oktober      | Gesamtergebnis      | Gesamtergebnis      | 4.316        | 1.667        | 5.983        | Štefan Svitko                                    | Philippe Gosselin Christophe Crespo              | Tomáš Tomeček                                    | Jean Dagher-Hayeck Patrick Antoniolli            |  |

## Endergebnisse Top 10

### Motorräder
| Pos | Fahrer                  | Marke     |
| --- | ----------------------- | --------- |
| 1   | Štefan Svitko           | KTM       |
| 2   | Maurizio Gerini         | Husqvarna |
| 3   | Xavier Flick            | Husqvarna |
| 4   | Pål Anders Ullevålseter | KTM       |
| 5   | Pol Tarrés              | Yamaha    |
| 6   | Robbie Wallace          | KTM       |
| 7   | Stephan Savelkouls      | KTM       |
| 8   | Martin Benko            | KTM       |
| 9   | Ionut Florea            | Husqvarna |
| 10  | Mamadou Bocoum          | KTM       |

### Autos
| Pos | Fahrer            | Beifahrer         | Marke      |
| --- | ----------------- | ----------------- | ---------- |
| 1   | Philippe Gosselin | Christophe Crespo | Optimus MD |
| 2   | Irme Varga        | Jozsef Toma       | Toyota     |
| 3   | David Gerard      | Pascal Delacour   | Optimus MD |
| 4   | Eric Coquide      | Grégoire Coquide  | Nissan     |

### Lkw
| Pos | Fahrer            | Beifahrer        | Mechaniker | Marke                |
| --- | ----------------- | ---------------- | ---------- | -------------------- |
| 1   | Tomáš Tomeček     |                  |            | Tatra 815            |
| 2   | Giulio Verzeletti | Giuseppe Fortuna |            | Mercedes-Benz Unimog |